# Главная научная редакция Грузинской энциклопедии
Главная научная редакция Грузинской энциклопедии имени Ираклия Абашидзе (груз. ქართული ენციკლოპედიის ირაკლი აბაშიძის სახელობის მთავარი სამეცნიერო რედაქცია), ранее Главная научная редакция Грузинской советской энциклопедии (ქართული საბჭოთა ენციკლოპედიის მთავარი სამეცნიერო რედაქცია) — издательство в Тбилиси, основанное в 1965 году и занимающееся выпуском энциклопедий на грузинском языке.

## История
Основано в 1965 году под названием Главная научная редакция Грузинской советской энциклопедии и первоначально входило в систему Академии наук Грузинской ССР. В 1975 году было переведено в систему Госкомиздата.
По состоянию на 1986 год в издательство входило 10 научно-отраслевых редакций и 4 функциональные редакции. При отраслевых редакциях имелись научно-отраслевые советы и секции, объединявшие известных ученых и специалистов разных областей.
В 2007 году издательство переехало в здание Национальной академии наук Грузии, а в 2008 году было официально переведено в её подчинение.

## Выпущенные издания
- Грузинская советская энциклопедия (1975—1987, 11 томов)
- Специальный том «Грузинская ССР» (1981, на грузинском и русском языках)[1]
- «Орфографический словарь греческих и латинских названий» (1985)[1]
- Энциклопедия «Грузия» (1997—н. в., по состоянию на 2024 год — 4 тома)

## Главные редакторы
- 1965—1992: Ираклий Абашидзе
- 1992—2006: Автандил Сакварелидзе[груз.]
- 2006—н. в.: Зураб Абашидзе[груз.]